# Odorrana morafkai
Espèce
Synonymes
- Rana morafkai Bain, Lathrop, Murphy, Orlov & Cuc, 2003

Statut de conservation UICN

 LC  : Préoccupation mineure
Odorrana morafkai est une espèce d'amphibiens de la famille des Ranidae.

## Répartition
Cette espèce se rencontre entre 200 et 1 500 m d'altitude, :
- dans le centre du Viêt Nam dans les provinces de Gia Lai, de Quảng Nam, de Thừa Thiên-Huế et de Hà Tĩnh ;
- dans le sud du Laos dans les provinces de Champassak et de Sékong.

## Étymologie
Cette espèce est nommée en l'honneur de David Joseph Morafka.

## Publication originale
- Bain, Lathrop, Murphy, Orlov & Ho, 2003 : Cryptic species of a cascade frog from Southeast Asia: taxonomic revisions and descriptions of six new species. American Museum Novitates, no 3417, p. 1-60 (texte intégral).